# Натуральне перетворення
Натуральне перетворення — в теорії категорій це спосіб перетворення одного функтора в інший, зберігаючи структуру категорій, а саме композицію морфізмів. Тобто це «морфізм функторів».